# منير عبادي
منير عبادي (4 أبريل 1983 - مولان بفرنسا) هو لاعب وسط ميدان ارتدادي مغربي يلعب لصالح نادي موناكو منذ يناير 2013 لكن في صيف 2014 استفاد من فترة إعارة قادته إلى نادي هيلاس فيرونا الإيطالي
بدايته كانت في مركز تكوين نادي شانتيلون قبل أن يتحول سنة 2001 إلى مركز تكوين نادي باريس سان جيرمان والذي تكون فيه لمدة سنتين،
حيث وقع أول عقد احترافي رفقة نادي أنجيه سنة 2003 ولعب له 73 مباراة وسجل 17 هدفاً في دوري الدرجة الثانية الفرنسي ثم القسم الشرفي، في العام 2006 انتقل عبادي إلى نادي تروا لكنه سرعان ماعاد إلى نادي أنجيه في نفس الموسم حين لعب 14 مقابلة وسجل 3 أهداف،
سنة 2007 ستشهد عودته إلى نادي تروا والذي لعب له 6 موسم كاملة شارك في 169 مقابلة وسجل 18 هدف، وفي 23 يناير 2013 إنضم إلى نادي موناكو  والذي حقق رفقته الصعود إلى الليغ 1 .
حظي عبادي بشرف تمثيل المنتخب المغربي لأول مرة في 15 نوفمبر 2005 في ودية ضد منتخب الكاميرون قبل أن يغيب عن الأسود لثمانية أعوام كاملة حيث عاد للمنتخب في لقاء تانزانيا ضمن تصفيات كأس العالم 2014 كان ذلك في يونيو 2013

## مسيرته الكروية
لعب منير عبادي خلال مسيرته الاحترافية مع 10 أندية في اثنين وعشرين موسمًا وسجل خلالها 56 هدفًا ضمن 462 مباراة. ولم يفز بأي موسم بالكأس أو بالدوري.
خاض منير عبادي مسيرته مع نادي أكاديمية باريس سان جيرمان في موسم 2001–02 واستمر معه طيلة ثلاثة مواسم، مشاركًا في 47 مباراة سجل خلالها 12 هدفًا. ثم انتقل إلى نادي أنجيه في موسم 2003–04 ليلعب معه أربعة مواسم، حيث شارك في 86 مباراة سجل خلالها 19 هدفًا. لينتقل بعدها إلى نادي تروا في موسم 2007–08 ليلعب معه ستة مواسم، مشاركًا في 169 مباراة سجل خلالها 19 هدفًا أيضًا. ثم انتقل إلى نادي موناكو في موسم 2012–13 ولمدة موسمين، مشاركًا في 48 مباراة سجل خلالها 3 أهداف. هذا وانتقل لاحقًا إلى نادي هيلاس فيرونا في موسم 2014–15 لمدة موسم واحد، مشاركًا في 22 مباراة سجل خلالها هدفًا واحدًا. ثم انتقل بعدها إلى نادي ليل في موسم 2015–16 ولمدة موسمين، مشاركًا في 35 مباراة سجل خلالها هدفًا واحدًا أيضًا. ليعود وينتقل من جديد، لكن هذه المرة إلى نادي نيس في موسم 2016–17 لمدة موسم واحد، مشاركًا في 6 مباريات ولم يسجل أي هدف. لينتقل بعدها إلى نادي الراسينغ الرياضي في موسم 2017–18 لمدة موسم واحد، مشاركًا في 15 مباراة ولم يسجل أي هدف أيضًا. ثم لعب في نادي ستاد لافال في موسم 2018–19 لمدة موسم واحد، مشاركًا في 20 مباراة سجل خلالها هدفًا واحدًا. ليعود ويرتحل عنه إلى نادي بويسي في موسم 2019–20 لمدة موسم واحد، مشاركًا في 14 مباراة ولم يسجل أي هدف.

## روابط خارجية
- منير عبادي على موقع قاعدة بيانات كرة القدم.إي يو (الإنجليزية)
- منير عبادي على موقع ليكيب (الفرنسية)
- منير عبادي على موقع ناشيونال فوتبول تيمز (الإنجليزية)
- منير عبادي على موقع Soccerway.com (الإنجليزية)
- منير عبادي على موقع عالم كرة القدم.نت (الإنجليزية)
- منير عبادي على موقع GSA (الإنجليزية)